# Мивсевая
Мивсевая (укр. Мивсева) — село в Бобрской городской общине Львовского района Львовской области Украины.
Население по переписи 2001 года составляло 43 человека. Занимает площадь 1,24 км². Почтовый индекс — 81234. Телефонный код — 3263.